# سعد سعيد رشيد
سعد سعيد رشيد، كاتب وروائي عراقي.

## البداية والنشأة
ولد لعائلة عراقية كبيرة العدد، يعولها أب نجار يناضل لإعاشة عائلة مكونة من اثني عشر فرداً، ولكن تلك العائلة تهوى القراءة، فوجد أمامه وهو يكبر كتباً ومجلات.
ولد في مدينة خانقين بمحافظة ديالى شمال شرقي بغداد في 29 أغسطس 1957 لأبوين عربيين وأكمل دراسته الابتدائية فيها، انتقل عام 1971 إلى بغداد العاصمة حيث أنهى دراسته المتوسطة والإعدادية فيها، درس في كلية الادارة والاقتصاد في الجامعة المستنصرية التي تخرج فيها عام 1978 ليبدأ خدمته العسكرية الإلزامية التي تسرح منها في عام 1980 ولكن قيام الحرب العراقية الايرانية أرغمه على العودة إلى الجيش لاداء خدمة الاحتياط التي استمرت حتى بدايات عام 1989 حين تسرح وبدأ بالانخراط في العمل الحر. كان حلم الكتابة يراوده منذ طفولته التي قضاها قارئا مفضلا إياها على ألعاب الطفولة في الأزقة، وفي عام 2000 توفرت الظروف التي جعلته يعود إلى حلمه القديم فكتب روايته الأولى “الدومينو”. اندفع بعدها في ممارسات كتابية شملت تأليف حلقات إذاعية، وقصص أطفال وسيناريوهات أفلام تسجيلية.

## مشاركات
- شارك في العديد من الندوات داخل العراق.
- استضيف من قبل اتحاد كتاب العراق في بغداد والبصرة وديالى.[1]

## النتاج الأدبي
| العنوان                  | اللغة   | الناشر                          | سنة النشر | عدد الصفحات | الرقم الدولي         | المصدر               |
| ------------------------ | ------- | ------------------------------- | --------- | ----------- | -------------------- | -------------------- |
| هسيس اليمام              | العربية | دار ضفاف                        | 2015      | 214         | (ردمك 9786140212954) | [ 4 ] [ 5 ]          |
| السيد العظيم             | العربية | دار ضفاف                        | 2018      | 300         | (ردمك 9786140243248) | [ 6 ] [ 7 ]          |
| فيرجوالية                | العربية | المؤسسة العربية للدراسات والنشر | 2012      | 262         | (ردمك 9786144190902) | [ 8 ] [ 9 ]          |
| يا حادي العيس            | العربية | فضاءات للنشر والتوزيع           | 2013      | 204         | (ردمك 9789957302009) | [ 10 ] [ 11 ]        |
| موت رخيص                 | العربية | دار خطوط وظلال                  | 2021      | 140         | (ردمك 9789923401972) | [ 12 ] [ 13 ]        |
| إنسانزم                  | العربية | منشورات ضفاف                    | 2017      | 288         | (ردمك 9786140242326) | [ 14 ] [ 15 ] [ 16 ] |
| صوت خافت جدا             | العربية | دار شهريار                      | 2019      | 272         | (ردمك 9789922617022) | [ 17 ] [ 18 ]        |
| آيو؛ فيرجوالية مرة أخرى  | العربية | دار شهريار                      | 2020      | 191         | (ردمك 9789922617282) | [ 19 ] [ 20 ] [ 21 ] |
| فيث - فيرجوالية ثالثة    | العربية | دار شهريار                      | 2020      | 207         | (ردمك 9789922933696) | [ 22 ]               |
| مصطلحات الكوفيين النحوية | العربية | دار سعد الدين                   | 2021      | 200         | (ردمك 9789922933696) | [ 23 ]               |
| ثلاث عشرة ليلة و ليلة    | العربية | دار ضفاف                        | 2013      | 260         | لا يوجد              | [ 24 ] [ 25 ]        |
| قال الافعوان             | العربية | إيبلا للنشر والتوزيع            | 2009      | 281         | لا يوجد              | [ 26 ] [ 27 ]        |
| خلدولوجيا                | العربية | دار سطور                        | 2015      | 228         | لا يوجد              | [ 28 ]               |
| الدومينو                 | العربية | لا يوجد                         | 2012      | 510         | لا يوجد              | [ 29 ] [ 30 ]        |
| كواليس القيامة           | العربية | لا يوجد                         | 2008      | لا يوجد     | لا يوجد              | [ 31 ]               |